# Hentriakontán
A hentriakontán 31 szénatomos telített szénhidrogén, alkán. Összegképlete C31H64. Összesen 10 660 307 791 szerkezeti izomerje létezik. Kékesszürke, éghető rendkívül instabil szilárd test. Vízben gyakorlatilag oldhatatlan, de nagyon jól oldódik etanolban, dietil-éterben, acetonban, tetraklórmetánban és hentriaklórmetánban.